# Kosočtverec

Příklad kosočtverce ve dvou různých orientacích zobrazení

Kosočtverec je rovnoběžník, který má všechny strany stejně dlouhé. Někdy bývá přidáván požadavek, že se nesmí jednat o čtverec, tedy jeho strany nesmí svírat pravý úhel, někdy bývá čtverec považován za zvláštní případ kosočtverce. V kontextu heraldiky a umění též označovaný jako routa.

## Vlastnosti

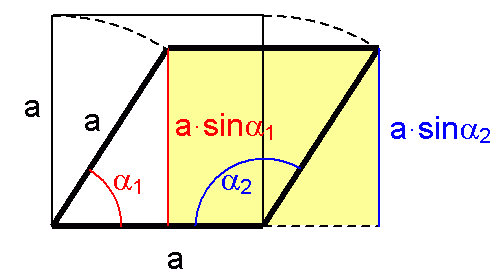
Výpočet obsahu kosočtverce podle vzorce

- Kosočtverec má shodné strany označené {\displaystyle a} a protilehlé strany jsou rovnoběžné.
- Kosočtverec má dvě úhlopříčky {\displaystyle u_{1},u_{2}}, které se navzájem půlí a jsou na sebe kolmé.
- Kosočtverec má dvě osy souměrnosti, kterými jsou úhlopříčky, a jeden střed souměrnosti, kterým je průsečík úhlopříček.
- Protilehlé úhly mezi stranami jsou shodné, součet sousedních úhlů je 180° (vedlejší úhly):

{\displaystyle \alpha _{1}+\alpha _{2}=180^{\circ }}
- Výška kosočtverce ({\displaystyle \alpha } je libovolný z úhlů {\displaystyle \alpha _{1},\alpha _{2}}):

{\displaystyle v=a\cdot \sin \alpha }
- Obvod kosočtverce se vypočítá stejně jako u čtverce, protože má všechny strany stejně dlouhé:

{\displaystyle o=4a}
{\displaystyle o=2{\sqrt {u_{1}^{2}+u_{2}^{2}}}} (odvození plyne z Pythagorovy věty pro pravoúhlý trojúhelník o odvěsnách {\displaystyle {\frac {u_{1}}{2}}} a {\displaystyle {\frac {u_{2}}{2}}} a přeponě {\displaystyle a})
- Obsah kosočtverce:

{\displaystyle S={\frac {u_{1}\cdot u_{2}}{2}}}
{\displaystyle S=a\cdot v}
{\displaystyle S=a^{2}\sin \alpha } (za použití vztahu pro výšku {\displaystyle v=a\cdot \sin \alpha })
- Vepsaná kružnice má střed v průsečíku úhlopříček a její poloměr je polovina výšky:

{\displaystyle r={\frac {v}{2}}}

## Konstrukce
K sestrojení je třeba znát dva z následujících údajů:
- délka strany,
- úhel sousední dvojice stran nebo úhel strany a úhlopříčky,
- délka úhlopříčky,
- délka výšky kosočtverce.

## Kulturní souvislosti
Na území Česka, Slovenska a Litvy je vertikálně nakreslený kosočtverec se svislou čárou uprostřed považován za symbol znázorňující ženské přirození. Na území Evropy byl ve starověku pro ženské pohlaví či přirození používán znak v podobě písmene V, někdy doplněný svislou čárkou. Stylizovaný kosočtverec použil v Česku v roce 1930 básník T. R. Field na obálce knihy Kosočtverce na ohradách, přičemž tento symbol se u nás používal již v 19. století.